# П'янково (Нев'янський міський округ)
П'янко́во (рос. Пьянково) — присілок у складі Нев'янського міського округу Свердловської області.
Населення — 30 осіб (2010, 136 у 2002).
Національний склад станом на 2002 рік: росіяни — 81 %.